# Поляна (Силистренская область)
Поляна (болг. Поляна) — село в Болгарии. Находится в Силистренской области, входит в общину Ситово. Население составляет 152 человека.

## Политическая ситуация
Поляна подчиняется непосредственно общине и не имеет своего кмета.
Кмет (мэр) общины Ситово — Николай Георгиев Неделчев (Болгарская социалистическая партия (БСП)) по результатам выборов в правление общины.